# Порту-Алегри (микрорегион)

Порту-Алегри на карте.

По́рту-Але́гри (порт. Microrregião de Porto Alegre) — микрорегион в Бразилии, входит в штат Риу-Гранди-ду-Сул. Составная часть мезорегиона Агломерация Порту-Алегри. 
Население составляет 	3 628 029	 человек (на 2010 год). Площадь — 	5 591,220	 км². Плотность населения — 	648,88	 чел./км².

## Демография
Согласно сведениям, собранным в ходе переписи 2010 г. Национальным институтом географии и статистики (IBGE), население микрорегиона составляет:						
| Полное население                             | Полное население                             | Полное население                             | Полное население                             | 3 628 029 |
| -------------------------------------------- | -------------------------------------------- | -------------------------------------------- | -------------------------------------------- | --------- |
| в том числе:                                 | Городское население                          | 3 561 045                                    | Процент городского населения, %              | 98,15     |
|                                              | Сельское население                           | 66 984                                       | Процент сельского населения, %               | 1,85      |
|                                              | Мужское население                            | 1 733 572                                    | Процент мужского населения, %                | 47,78     |
|                                              | Женское население                            | 1 894 457                                    | Процент женского населения, %                | 52,22     |
| Плотность населения, чел/км²                 | Плотность населения, чел/км²                 | Плотность населения, чел/км²                 | Плотность населения, чел/км²                 | 648,88    |
| Население микрорегиона в % к населению штата | Население микрорегиона в % к населению штата | Население микрорегиона в % к населению штата | Население микрорегиона в % к населению штата | 33,93     |

## Статистика
- Валовой внутренний продукт на 2003 год составляет 41 570 947 317,00 реалов (данные: Бразильский институт географии и статистики).
- Валовой внутренний продукт на душу населения на 2003 год составляет 11 500,41 реалов (данные: Бразильский институт географии и статистики).
- Индекс развития человеческого потенциала на 2000 год составляет 0,829 (данные: Программа развития ООН).

## Состав микрорегиона
В составе микрорегиона включены следующие муниципалитеты:
1. Алворада
2. Арарика
3. Кашуэйринья
4. Кампу-Бон
5. Каноас
6. Элдораду-ду-Сул
7. Эстею
8. Эстансия-Велья
9. Глоринья
10. Граватаи
11. Гуаиба
12. Мариана-Пиментел
13. Нова-Артс
14. Нова-Санта-Рита
15. Нову-Амбургу
16. Паробе
17. Порту-Алегри
18. Сапиранга
19. Сапукая-ду-Сул
20. Сертан-Сантана
21. Сан-Леополду
22. Виаман